# Меерович, Борис Семёнович
Борис Семёнович Меерович (1 сентября 1977, Магнитогорск) — российский футболист, игравший на позициях полузащитника и правого защитника. Известен по выступлениям за клубы первого и второго дивизионов России.

## Биография
Воспитанник магнитогорской ДЮСШ № 4. Занимался футболом с шести лет, потом на несколько лет ушёл в хоккей, но позже вернулся в футбол. Выступал за юношескую сборную России, в том числе в 1993 году участвовал в матче против Латвии. Провёл 4 матча на юношеском чемпионате Европы (до 16 лет) 1994 года в Ирландии.
На взрослом уровне дебютировал в 17-летнем возрасте в составе магнитогорского «Металлурга», выступавшего во второй лиге. В 1994 году попал в новороссийский «Черноморец», вышедший в Высшую лигу, пробыл в «Черноморце» первую половину сезона-1995, но за основную команду не сыграл ни одного матча. В дальнейшем играл во второй лиге за «Носту». В 1999 году перешёл в «Рубин», выступавший в первом дивизионе, в его составе в 2000 году стал обладателем малых бронзовых наград первого дивизиона. В 2002—2004 годах играл за «КАМАЗ», в его составе в 2003 году стал победителем зонального турнира второго дивизиона. Также выступал в первом дивизионе за «Волгарь-Газпром», ростовский СКА и новороссийский «Черноморец». Завершил профессиональную карьеру в возрасте 32 лет, выступая за «Горняк» (Учалы), в дальнейшем играл за любительские команды Краснодарского края.
Всего за свою профессиональную карьеру сыграл около 400 матчей в первенствах страны, в том числе 156 — в первом дивизионе и 240 — во втором. Также провёл около 30 матчей в Кубке России, наивысшее личное достижение — участие в матче 1/8 финала против «Шинника» в 1998 году.
В 2009 году был в заявке сборной России на футбольный турнир Маккабиады.
В 2010-е годы выступает за команду ветеранов новороссийского «Черноморца». Играл за команду России на Маккабиаде 2009.

## Личная жизнь
Отец, Семён Борисович Меерович (род. 1948), работал администратором, заместителем директора, затем директором магнитогорского «Металлурга».